# Callogobius maculipinnis
 Callogobius maculipinnis és una espècie de peix de la família dels gòbids i de l'ordre dels perciformes.

## Morfologia
Els mascles poden assolir els 6,8 cm de longitud total.

## Distribució geogràfica
Es troba des del Mar Roig fins a l'Illa Bazaruto, Samoa, les Filipines, Guam i les Illes Marshall.